# Platja de Garbí (La Ràpita)
La platja de Garbí, o platja del Parc de Garbí, anomenada popularment platja del Pipi, és una platja urbana del municipi de la Ràpita (Montsià), situada a la badia dels Alfacs, delimitada al nord-est per l'espigó del port de la Ràpita i al sud-est, per un altre espigó que la separa de la platja dels Hortets. Orientada al sud-sud-est, té una longitud de 542 metres i una amplada mitjana de 51 metres, formada per sorra fina, amb un pendent d'entrada a l'aigua moderat. A l'extrem esquerre hi arriba el barranc dels Penjats. Disposa de servei de socorrisme, activitats esportives, diverses guinguetes, lloguer de para-sols i hamaques, dutxes i lavabos públics, zona amb parc infantil, aparcament per a vehicles.
L'Agència Catalana de l'Aigua efectua un control setmanal de la qualitat de l'aigua, durant la temporada de bany, amb el resultat de bona. Fins al 2022 va estar guardonada amb la Bandera Blava, que reconeix internacionalment la qualitat de l'aigua i serveis.
Des del 2023 està habilitada per accedir-hi amb gossos.